# Ԃ
Dié komi ou djé komi (capitale Ԃ, minuscule ԃ) est une lettre de l’alphabet cyrillique. Elle était utilisée dans l’écriture du komi d’environ 1919 à 1940 comme les lettres jé cramponné ‹ Җ җ ›, dé komi ‹ Ԁ ԁ ›, zié komi ‹ Ԅ ԅ ›, dzié komi ‹ Ԇ ԇ ›, lié komi ‹ Ԉ ԉ ›, nié komi ‹ Ԋ ԋ ›, sié komi ‹ Ԍ ԍ ›, tié komi ‹ Ԏ ԏ ›. Elle est appelée « petit d latin à queue relevée » (Латинская строчная d с хвостиком
вверх en russe) dans la norme GOST R 7.0.29-2010.

## Représentations informatiques
Le zié komi peut être représenté avec les caractères Unicode suivants :
| formes    | représentations | chaînes de caractères | points de code | descriptions                          |
| --------- | --------------- | --------------------- | -------------- | ------------------------------------- |
| capitale  | Ԃ               | Ԃ                     | U+0502         | lettre majuscule cyrillique komie dié |
| minuscule | ԃ               | ԃ                     | U+0503         | lettre minuscule cyrillique komie dié |